# Лапшанка (гміна Лапше-Нижнє)
Лапшанка (пол. Łapszanka, нім. Kleinlapsch) — село в Польщі, у гміні Лапше-Нижнє Новотарзького повіту Малопольського воєводства.
Населення — 446 осіб (2011).
У 1975—1998 роках село належало до Новосондецького воєводства.

## Географія
У селі бере початок річка Лапшанка.

## Демографія
Демографічна структура станом на 31 березня 2011 року:
|          | Загалом | Допрацездатний вік | Працездатний вік | Постпрацездатний вік |
| -------- | ------- | ------------------ | ---------------- | -------------------- |
| Чоловіки | 226     | 81                 | 123              | 22                   |
| Жінки    | 220     | 54                 | 120              | 46                   |
| Разом    | 446     | 135                | 243              | 68                   |